# Лайонс (футбольний клуб, Сейшели)
Футбольний клуб Лайонс або просто «Лайонс» (англ. The Lions Football Club) — сейшельський футбольний клуб з міста Кескед на острові Мае. 

## Історія
Команда базується в місті Кескед на острові Мае, але складається з гравців з усього острова. Домашні матчі клуб проводить на стадіоні «Стад Лініте», який вміщує 10 000 уболівальників.
В 2010 році «Лайонс» посів друге місце у Другому дивізіоні та здобув право з наступного сезону виступати у вищому дивізіоні. У 2011 році клуб дебютував у вищому дивізіоні, але посів останнє 10-те місце та вилетів до Другого дивізіону. У сезоні 2012 року клуб переміг у Другому дивізіоні, і з 2013 року до теперішнього часу клуб виступає у Першому дивізіоні національного чемпіонату. Найкращим результатом клубу у вищому дивізіоні було 6-те місце, яке команда завоювала у сезоні 2015 року. Серед інших досягнень клубу слід відзначити перемогу у кубку Другого дивізіону в сезоні 2012 року, а також вихід у фінал цього ж турніру в сезонах 2007, 2009, 2010 років.

## Досягнення
- Другий дивізіон
  -  Чемпіон (1): 2012[3]
  -  Срібний призер (1): 2010[1]

- Кубок Другого дивізіону
  -  Володар (1): 2012
  -  Фіналіст (1): 2007, 2009, 2010